# Stibadium astigmatosum
Stibadium astigmatosum là một loài bướm đêm trong họ Noctuidae.